# Corneille (centurion)
Pour les articles homonymes, voir Saint Corneille et Corneille.
Le centurion Corneille (en grec ancien : Κορνήλιος) est, dans la tradition chrétienne fondée sur les Actes des Apôtres, le premier « gentil » à devenir disciple de Jésus-Christ après la mort de celui-ci et à recevoir le baptême, au Ier siècle de notre ère.

## Un Romain «craignant Dieu»
D'après les Actes des apôtres, Corneille est un centurion de l'armée romaine en Palestine, faisant partie d'une cohorte italique et résidant à Césarée. Typé comme un Romain, soldat de l'Empire et résident de la ville de César, Corneille est également présenté comme le prototype du « juste » issu du courant judaïque des « Craignant-Dieu », assidu à la prière et généreux en aumônes, un marqueur important de la piété juive.
Il incarne ainsi une forme de tension entre l'ordre militaire paganiste romaine et un comportement religieux qui, d'un point de vue judaïque, confine à l'excellence, des traits de caractères qui ne sont pas sans rappeler l'officier romain anonyme de Capharnaüm mentionné dans l'Évangile selon Luc, pour lequel Jésus guérit un esclave. 

## Le récit
Alors que Corneille est en prière, l'ange du Seigneur lui apparaît en vision, l'informant que le « Seigneur a entendu sa prière ». Il l’invite à faire venir chez lui Simon « que l'on surnomme Pierre », lequel se trouvait alors à Joppé (Ac 10:1-8). Les envoyés de Corneille rencontrent Pierre alors qu’il cherche à comprendre la vision que lui-même a reçue, lui enjoignant de manger de la nourriture que, comme Juif, il considérait comme impure (Ac 10:19-22).
Répondant à l’invitation de Corneille, Pierre arrive le surlendemain à Césarée où il est cordialement reçu par Corneille, sa famille et une grande assistance. Il comprend alors le sens de sa propre vision : il ne doit pas craindre d’avoir des contacts avec des étrangers (Ac 10:28) : « Aucun homme n’est impur ». Corneille l’invite : « Nous voici devant toi pour écouter ce que le Seigneur t’a chargé de nous dire ». (Ac 10:33). Pierre parle et reprend en bref la vie de Jésus (le kérygme) : de la Galilée à Jérusalem, avec sa crucifixion et sa résurrection. De cela, Pierre rend témoignage. La nouveauté est qu'il se rend également compte que Dieu est impartial : « En toute nation quiconque le craint et pratique la justice trouve accueil auprès de lui. » (Ac 10:34). Pierre n’a pas fini de parler que l’Esprit Saint descend sur ceux qui écoutent sa parole (une autre Pentecôte), à la stupeur des circoncis qui accompagnent Pierre : « Ainsi jusque sur les nations païennes l’Esprit de Dieu s’est répandu ! ». Pierre en tire la conclusion : « Peut-on refuser le baptême à ceux qui ont reçu l’Esprit Saint comme nous ? » (Ac 10:47). Ils sont tous baptisés « au nom de Jésus-Christ » (Ac 10 :48).

## Importance
Corneille et les membres de sa famille sont les premiers païens à être admis à part entière dans la communauté chrétienne des premiers temps, jusque-là exclusivement juive. L’événement est si important, et révolutionnaire, que le livre des Actes des Apôtres lui consacre un chapitre entier (chapitre 10).
Cet événement est présenté comme une œuvre de l'Esprit envoyé par Jésus de Nazareth pour continuer son œuvre, dans une nouvelle Pentecôte, et non comme une initiative personnelle de Pierre. C'est d'ailleurs Dieu qui, à travers un ange, incite Corneille à aller rencontrer Pierre.
La réception de gentils dans la communauté chrétienne suscite d'âpres débats, Corneille, un Craignant-Dieu, n'étant pas « fils de la circoncision ». La décision de Pierre est finalement avalisée par la réunion de Jérusalem (vers l’an 50), réunion provoquée par les nouveaux chrétiens d’Antioche qui y envoient Paul et Barnabé (Ac 15:1-35). Cette décision de Pierre d'ouvrir la communauté aux païens (Ac 15 :7-11), est confortée par des témoignages donnés par Paul et par Barnabé. Alors Jacques le Juste, chef de la communauté judéo-chrétienne de Jérusalem se range à leur avis (Ac 15:13-21).

## Évêque de Césarée?
La tradition fait parfois de Corneille le premier évêque de Césarée, ou encore de Scepsis en Mysie. Liturgiquement il est commémoré comme saint par l'Église catholique le 20 octobre et par l'Église orthodoxe le 13 septembre.

## Représentation dans les arts
- Le Songe de saint Pierre, où Corneille est représenté deux fois avant sa rencontre avec Pierre.

### Liens
- Ressource relative aux beaux-arts :   - Sandrart.net
- Notices d'autorité :   - VIAF
  - LCCN
  - GND
  - Israël